# Babosdöbréte
Babosdöbréte község Zala vármegye Zalaegerszegi járásában.

## Fekvése
A Zalai-dombság területén, a Göcsejben, a Pálosfai-patak völgyében fekszik Zalaegerszeg határától két kilométerre nyugatra. A község különálló részei Kökényesmindszent és Rám. A falu korábban is szeres település volt, több részből állt. Valaha még két - ma már eltűnt - falurésze is volt: Ákosházapuszta ésSárkányrét.
A település közigazgatási területén a Nagylengyel-Teskánd között húzódó 7407-es út halad keresztül, ez vezet végig Rám községrészen és a faluközpont nyugati szélén. Babosdöbréte központjába a 74 146-os jelzésű, valamint egy számozatlan mellékút is vezet a 7407-esből, Kökényesmindszent településrészre pedig ugyancsak egy számozatlan út vezet, amely onnan továbbhalad a 7403-as és a 7401-es utak csomópontjáig.
A megyeszékhellyel napi tíz autóbuszjárat köti össze a községet.

## Története
Babosdöbréte első írásos említése 1128-ból maradt fenn, amikor is Zalavár várszolgái éltek itt. A 14. századtól egyre több említés történik a településen élő Debréte családról, amely a falu fejlődésében komoly szerepet játszott, de eddig sem pecsétje, sem oklevele nem került elő. A 16. századtól többször támadtak a törökök a falura, amely azonban csak az 1690-es évekre pusztult el.
Nemesek lakták, leginkább a Debretei család 3 ága, akik 1366-ban osztozkodtak meg az itteni birtokaikon. 1457-ben kápolnás hely volt, de a török idők után már nem volt temploma. Az 1500-as években a fennmaradt iratok tanúsága szerint sok birtokháborítási perre került sor, és a török fogságban lévők kiszabadítása is sok gondot okozott az otthon maradottaknak. Az 1690-es úrbéri összeírás szerint "Döbritte puszta falu, a milleyiek bírják, a birtoklás joga tisztázásra vár". 1728-ban a Rosás család vette meg. Ebben az időben egyházilag Milejszeg filiája volt.
1778-ban 171 hívővel a mileji plébániához tartozott, de 1795-ben az akkor alakult nagylengyeli plébánia fíliája lett. 1828-ban 20 házból állt, és 158 lakosa volt. Ugyanebben az évben az összeírás szerint a földet két nyomásban művelték, az egyik részbe búzát, rozsot, zabot és kukoricát vetettek, a másik részt pedig parlagon hagyták. 1851-ben több köznemes birtokost is említenek.
A 18. században sűrűn váltott birtokost. A 19. században kis mértékben növekedett a falu lakóinak száma, a 20. században pedig jelentősen megugrott. Az addig elzárt településre 1959 óta jár busz, azóta jellemzi az ingázás, de az elvándorlás is, mivel a babosdöbréteiek elsősorban a településen kívül, Zalaegerszegen és Nagylengyelen találnak munkát. A 2000-es években ismét nőtt népszerűsége, többen költöztek a faluba, ahol 2000 óta van vezetékes gáz, 2006-ban pedig kiépült a szennyvízhálózat is.
2012-ben korszerű játszóteret avattak.

## Közélete

### Polgármesterei
- 1990–1994: Kiss János (független)[5]
- 1994–1998: Kiss János (független)[6]
- 1998–2002: Kiss János (független)[7]
- 2002–2006: Kis János (független)[8]
- 2006–2010: Kis János (független)[9]
- 2010–2014: Kaczor Tamás (független)[10]
- 2014–2017: Kaczor Tamás (független)[11]
- 2017–2019: Szinayné Csarmasz Bernadett (független)[12][13]
- 2019–2024: Szinayné Csarmasz Bernadett (független)[14]
- 2024– : Szinayné Csarmasz Bernadett (független)[1]

A településen 2017. augusztus 6-án időközi polgármester-választást kellett tartani, mert a korábbi polgármester, megsokasodott teendőire hivatkozva lemondott tisztségéről. A faluvezetői posztot a választás eredményeként az addigi alpolgármester asszony nyerte el; érdekes, hogy lemondási indoka ellenére elindult a választás meglehetősen nagy számú (hét) jelöltje között az előző polgármester is, de csak a második helyet érte el.

## Népesség
A település népességének változása:
| Lakosok száma | 466  | 483  | 473  | 489  | 514  | 504  | 507  |
|               | 2013 | 2014 | 2015 | 2021 | 2022 | 2023 | 2024 |

A 2011-es népszámlálás idején a nemzetiségi megoszlás a következő volt: magyar 98%. 68,2% római katolikusnak, 2,2% evangélikusnak, 2% reformátusnak, 4,7% felekezeten kívülinek vallotta magát.
2022-ben a lakosság 91,8%-a vallotta magát magyarnak, 1% cigánynak, 0,6% németnek, 0,6% románnak, 0,4% szlovénnek, 2,5% egyéb, nem hazai nemzetiségűnek (8,2% nem nyilatkozott; a kettős identitások miatt a végösszeg nagyobb lehet 100%-nál). Vallásuk szerint 49,4% volt római katolikus, 1,8% református, 0,8% evangélikus, 1,4% egyéb keresztény, 1,2% egyéb katolikus, 6,4% felekezeten kívüli (38,9% nem válaszolt).

## Nevezetességei
- A Jézus Szíve és Szent Imre tiszteletére szentelt templom (1933–1934) kriptájában a besenyői és velkei Skublics család nyugszik, és itt van a felirat szerint az első magyar fegyvergyár felállítójának, Barthelmes Walter mérnöknek a síremléke is.[18]
- Az 1800-as években épült uradalmi kastély jelenlegi, részben romos állapotában is szép épület, rekonstrukcióját régóta tervezi az önkormányzat.

## A település az irodalomban
- Érintőlegesen szerepel a település Bödőcs Tibor humorista első regényében, a zalai vidéki helyszínek sokaságát felvillantó Meg se kínáltak című kötetben (a 42. fejezetben).

## Képek

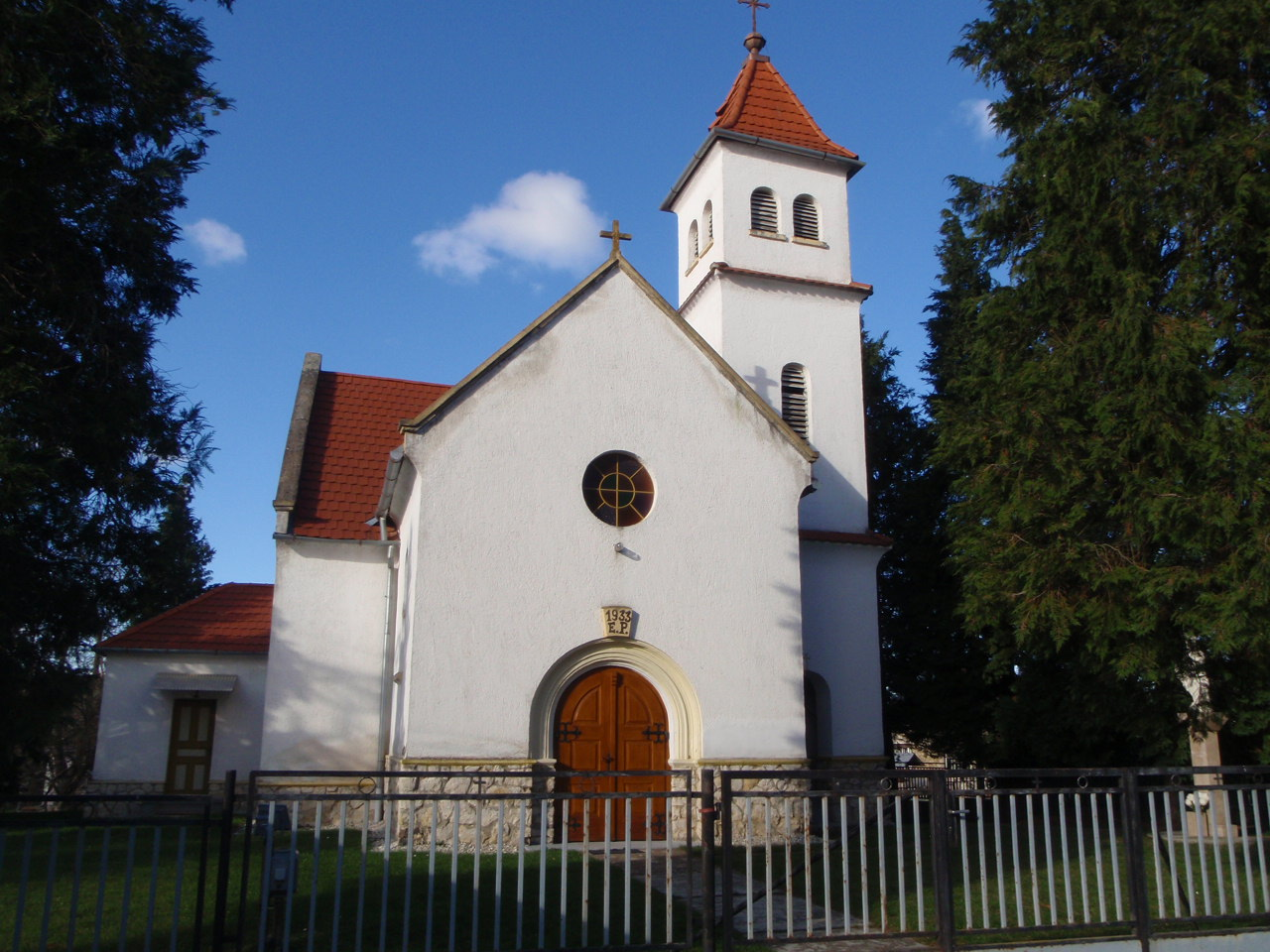
Jézus Szíve és Szent Imre templom
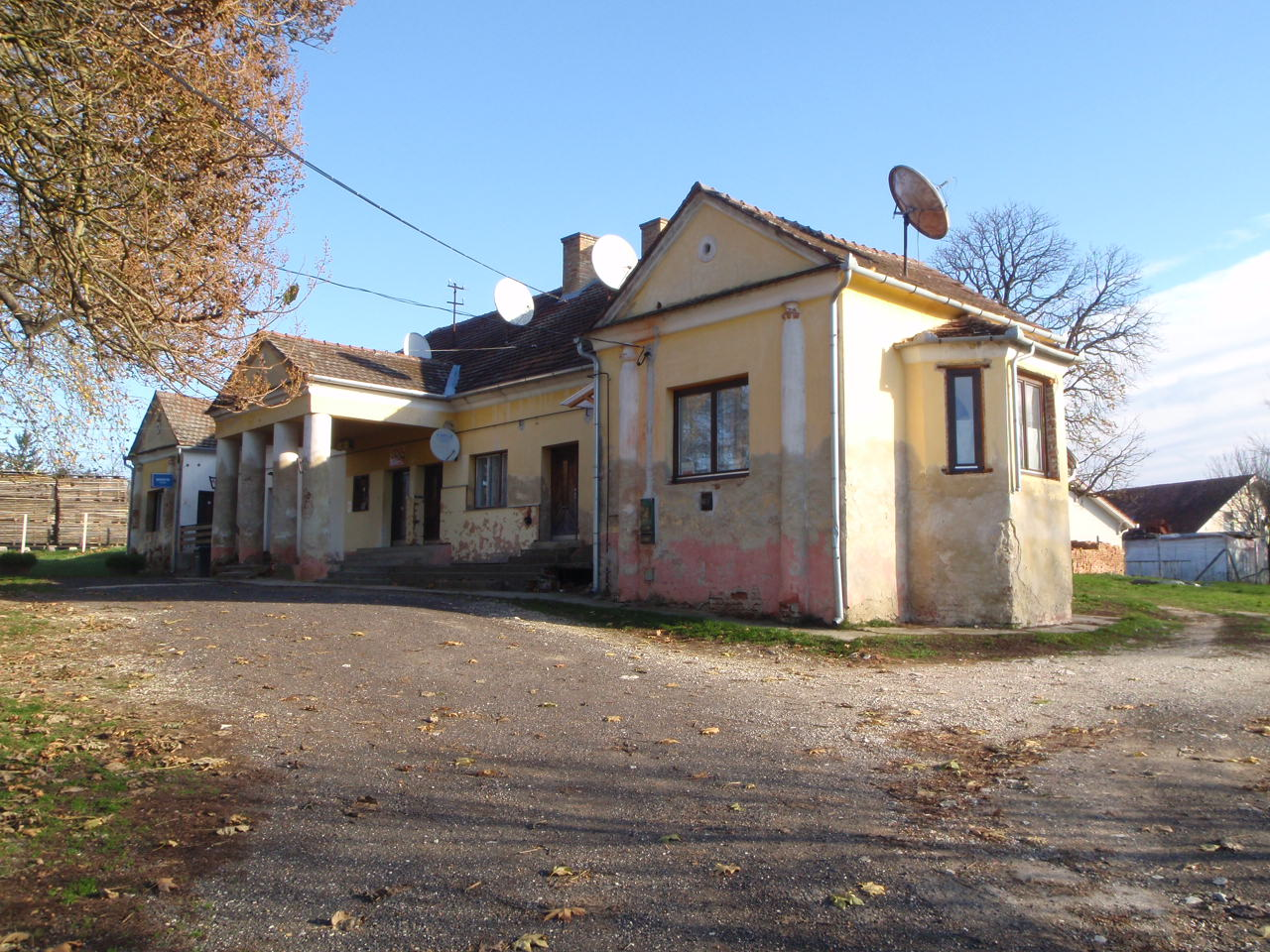
Az uradalmi kastély
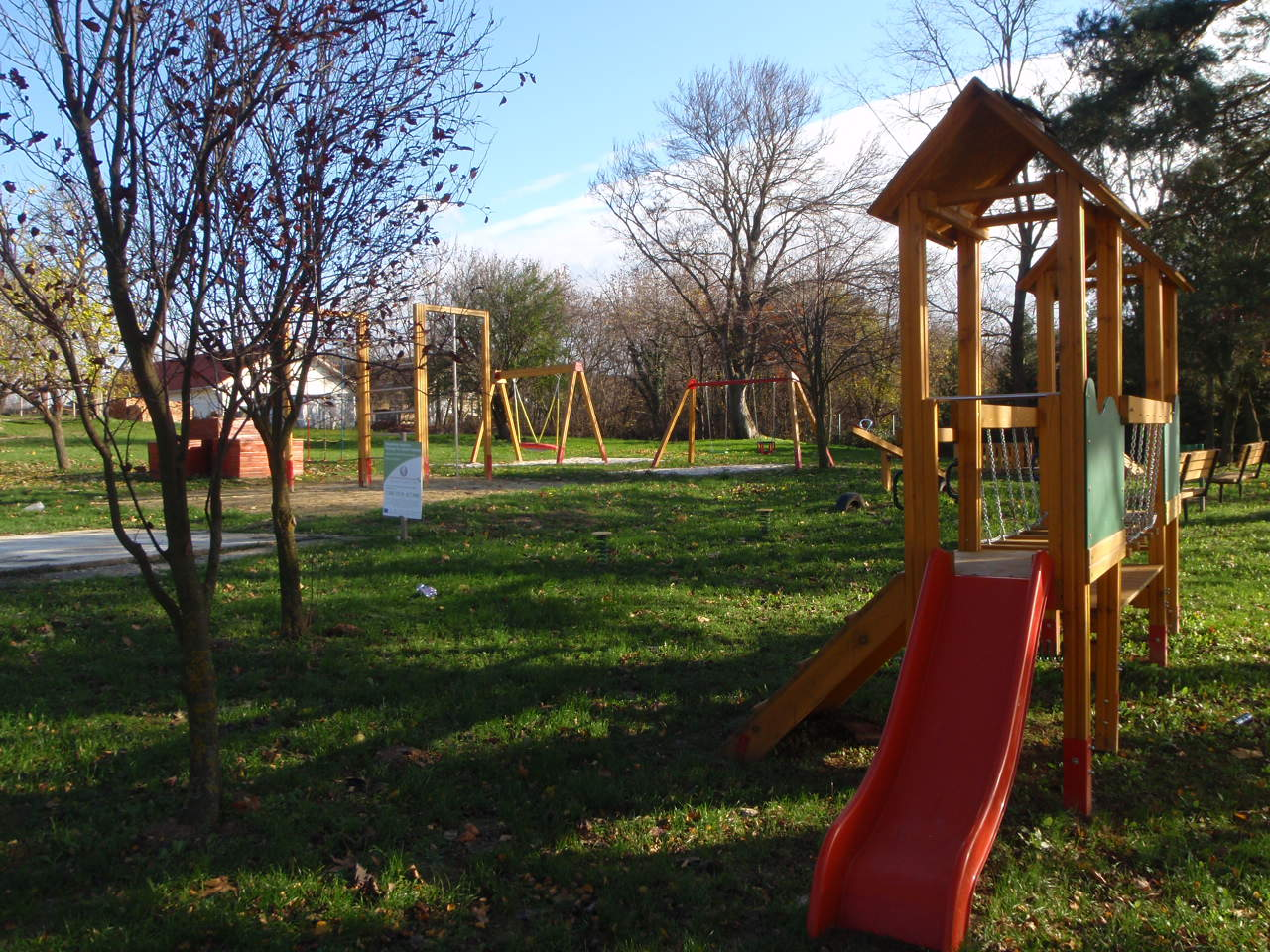
A korszerű játszótér